# Reksiu
Reksiu – singel polskiej piosenkarki Margaret i polskiego rapera Otsochodzi, promujący album studyjny, zatytułowany Maggie Vision. Singel został wydany 12 sierpnia 2020.
Piosenka była nominowana do nagrody polskiego przemysłu fonograficznego Fryderyka w kategorii „teledysk roku”.
Nagranie otrzymało w Polsce status złotego singla, przekraczając liczbę 10 tysięcy sprzedanych kopii.

## Geneza utworu i historia wydania
Utwór napisali i skomponowali Eryk Sobus, Małgorzata Jamroży, Miłosz Stepień i Piotr Kozieradzki.
Singel ukazał się w formacie digital download 12 sierpnia 2020 w Polsce za pośrednictwem wytwórni płytowej Sony Music Entertainment Poland. Kompozycja została umieszczona na piątym albumie studyjnym Margaret – Maggie Vision.
22 sierpnia 2023 singel został zaprezentowany telewidzom stacji TVN podczas koncertu #Summer Vibes na Top of the Top Sopot Festival 2023.
Piosenka była nominowana do nagrody polskiego przemysłu fonograficznego Fryderyka w kategorii „teledysk roku”.

## Teledysk
Do utworu powstał teledysk, który udostępniono w dniu premiery singla za pośrednictwem serwisu YouTube.

## Certyfikaty
| Kraj          | Certyfikat  | Sprzedaż |
| ------------- | ----------- | -------- |
| Polska (ZPAV) | złota płyta | 10 000+  |

## Wyróżnienia
| Rok  | Konkurs        | Kategoria     | Rezultat  |
| ---- | -------------- | ------------- | --------- |
| 2021 | Fryderyki 2021 | Teledysk roku | Nominacja |